# Pierre Giraud

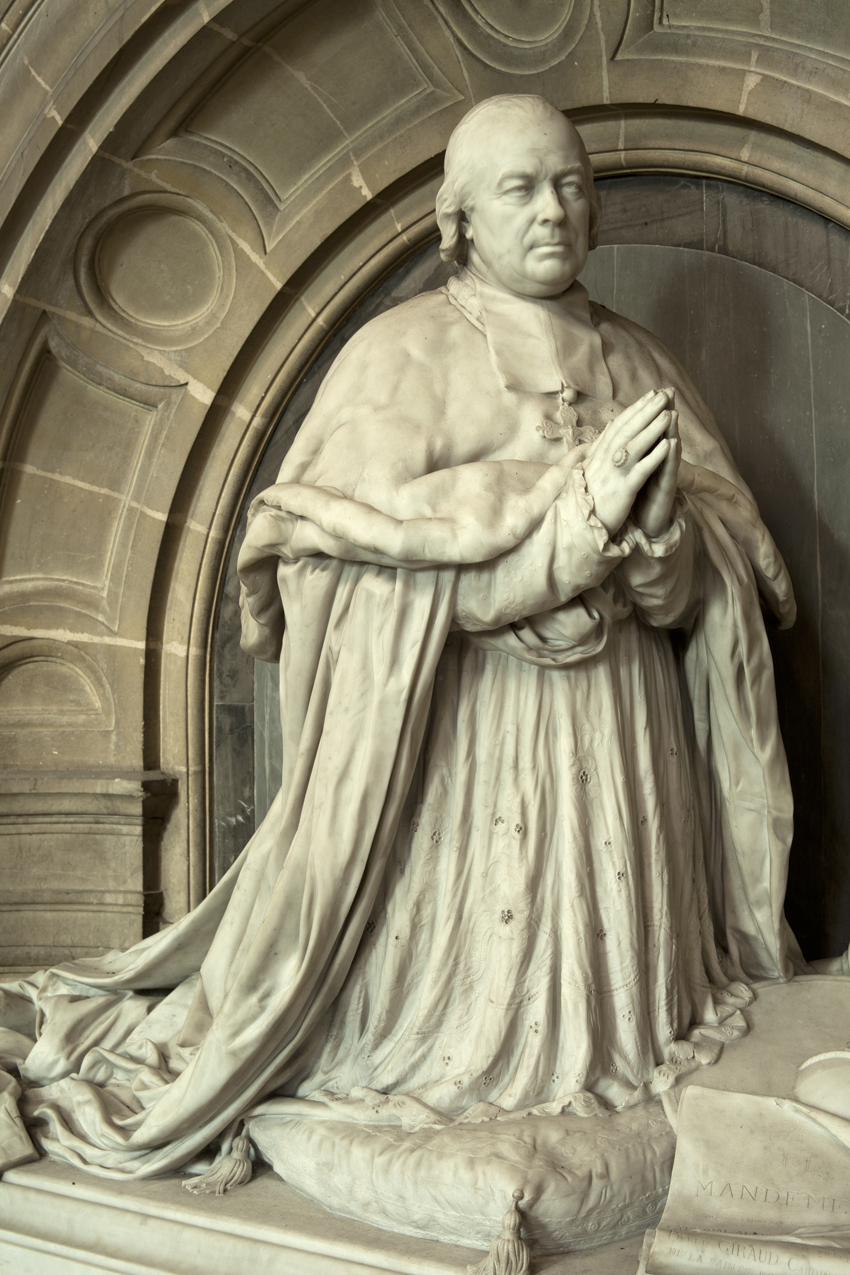
Skulptur des Kardinals auf seinem Grabmal in der Kathedrale von Cambrai

Pierre Giraud (* 11. August 1791 in Clermont; † 17. April 1850 in Cambrai) war ein französischer Kardinal der Römischen Kirche.

## Leben
Pierre Giraud wuchs in Clermont heran, wo er von 1804 bis 1806 Schüler des dortigen Lyzeums war. Danach studierte er von 1807 bis 1812 am Knabenseminar von Clermont, ehe er ab dem Oktober 1812 das Studium der Theologie am Priesterseminar St. Sulpice in Paris aufnahm.
Giraud empfing am 23. September 1815 in der Kirche St. Sulpice durch Étienne-Antoine de Bolougne, den Bischof von Troyes, die Priesterweihe. In den kommenden 15 Jahren war er in der Diözese Clermont zunächst als Professor am örtlichen Gymnasium tätig, wurde später Kaplan der Cathédrale Notre-Dame-de-l'Assomption in Clermont-Ferrand und im Januar 1823 zum Generalvikar ernannt. Zuletzt predigte er ab 1825 am Hof des französischen Königs Karl X.
Am 5. Juli 1830 wurde Giraud zum Bischof von Rodez ernannt; die Bischofsweihe spendete ihm am 30. November desselben Jahres Erzbischof Luigi Lambruschini, der Nuntius in Frankreich; Mitkonsekratoren waren Jacques-Marie-Antoine-Célestin Dupont, Bischof von Saint-Dié, und Pierre Cottret, Weihbischof in Paris. Nach 12 Jahren an der Spitze des Bistums Rodez folgte am 24. Januar 1842 Girauds Versetzung als Bischof ins Erzbistum Cambrai.
Papst Pius IX. nahm Giraud im Konsistorium vom 11. Juni 1847 in das Kardinalskollegium auf und übergab dem neuen Kardinalpriester die Titelkirche Santa Maria della Pace.
Kardinal Giraud starb drei Jahre danach, im Alter von 58 Jahren. Sein Grabmal befindet sich in der Kathedrale von Cambrai.